# Provinciehuis (Utrecht)
Het provinciehuis van Utrecht bevindt zich in de gelijknamige provinciehoofdstad.
De provincie Utrecht is sinds 16 april 2012 gevestigd in het voormalige hoofdkantoor van Fortis aan de Archimedeslaan 6 in Utrecht. Koningin Beatrix opende het gebouw op 20 juni 2012. Het pand is verbouwd onder architectuur van Peter Vermeulen en Joost Glissenaar van architecten Van Mourik. Peter Vermeulen verzorgde indertijd, samen met collega Roeland Dreissen (in begin 90-er jaren), het oorspronkelijke ontwerp van het gebouw.
Strukton renoveerde het oude hoofdkantoor van Fortis nabij de A27 en A28 ten behoeve van de Provincie Utrecht. Architecten Van Mourik (begin 90-er jaren nog Van Mourik Vermeulen architecten geheten) was verantwoordelijk voor het ontwerp. Oorspronkelijk bedoeld als hoofdkantoor van de VSB en uiteindelijk, van 1995 tot 2009, in gebruik als hoofdkantoor van de Fortisbank.

## Geschiedenis
In 1814 kwam er een nieuwe bestuursinrichting in Nederland. Voor die tijd vergaderden de Staten van Utrecht tot 1528 in het groot kapittelhuis van de Dom. Daarna zaten ze bij de kanselarij van het Hof van Utrecht en vanaf circa 1580 zetelden ze aan het Janskerkhof. Vanaf 1814 zouden de Provinciale Staten in Utrecht al dan niet verspreid op diverse plekken gehuisvest zijn. Daartoe behoren:
- Het oude paleis van Lodewijk Napoleon aan de Wittevrouwenstraat/Drift werd tussen circa 1814 en 1834 gebruikt voor onder meer vergaderingen.
- Het Paushuize was vanaf 1814 in gebruik. De (voorloper van de) commissaris van de Koning gebruikte het vanaf dat jaar tot 1954 als zetel/ambtswoning. Gaandeweg werd het uitgebreider en ontstonden er op deze locatie aanbouwen zoals een nieuwe Statenzaal. Het Paushuize wordt nog gebruikt voor representatieve doeleinden.
- Het Gebouw voor Kunsten en Wetenschappen werd vanaf circa 1848(?) tot 1915 gebruikt voor vergaderingen.
- In 1978 verhuisde het Provinciehuis vanuit het stadscentrum naar de rand van de stad. In Rijnsweerd aan de Pythagoraslaan 101, werd een geheel nieuw onderkomen naar ontwerp van J. Lengkeek betrokken. Samen met tuinarchitecten N. van der Vliet en P.A.M. Buys heeft men geprobeerd het Provinciehuis aan te laten sluiten bij het nabijgelegen Park Bloeyendael en de rest van de omgeving die toentertijd voornamelijk bestond uit laagbouw. De kruisvormige bouwdelen werden in laagbouw en baksteen uitgevoerd.[2] Gaandeweg volgden er uitbreidingen met rond 1995 een 65 meter hoge toren van zeventien verdiepingen met daarnaast een waaiervormige Statenzaal. Beide kregen van J. Lengkeek een aluminium gevel en ermee ontstond een totale oppervlakte van 35.000 vierkante meter. Het geheel werd met loopbruggen met elkaar verbonden. Met de opening van deze nieuwbouw werd de verhuizing vanuit de binnenstad van Utrecht afgerond.
- In 2012 verhuisde het provinciebestuur naar het voormalige hoofdkantoor van Fortis, eveneens in Rijnsweerd. Het oude kantoor werd verkocht aan een projectontwikkelaar, die het wil verbouwen tot hotel en studentenwoningen.[3]

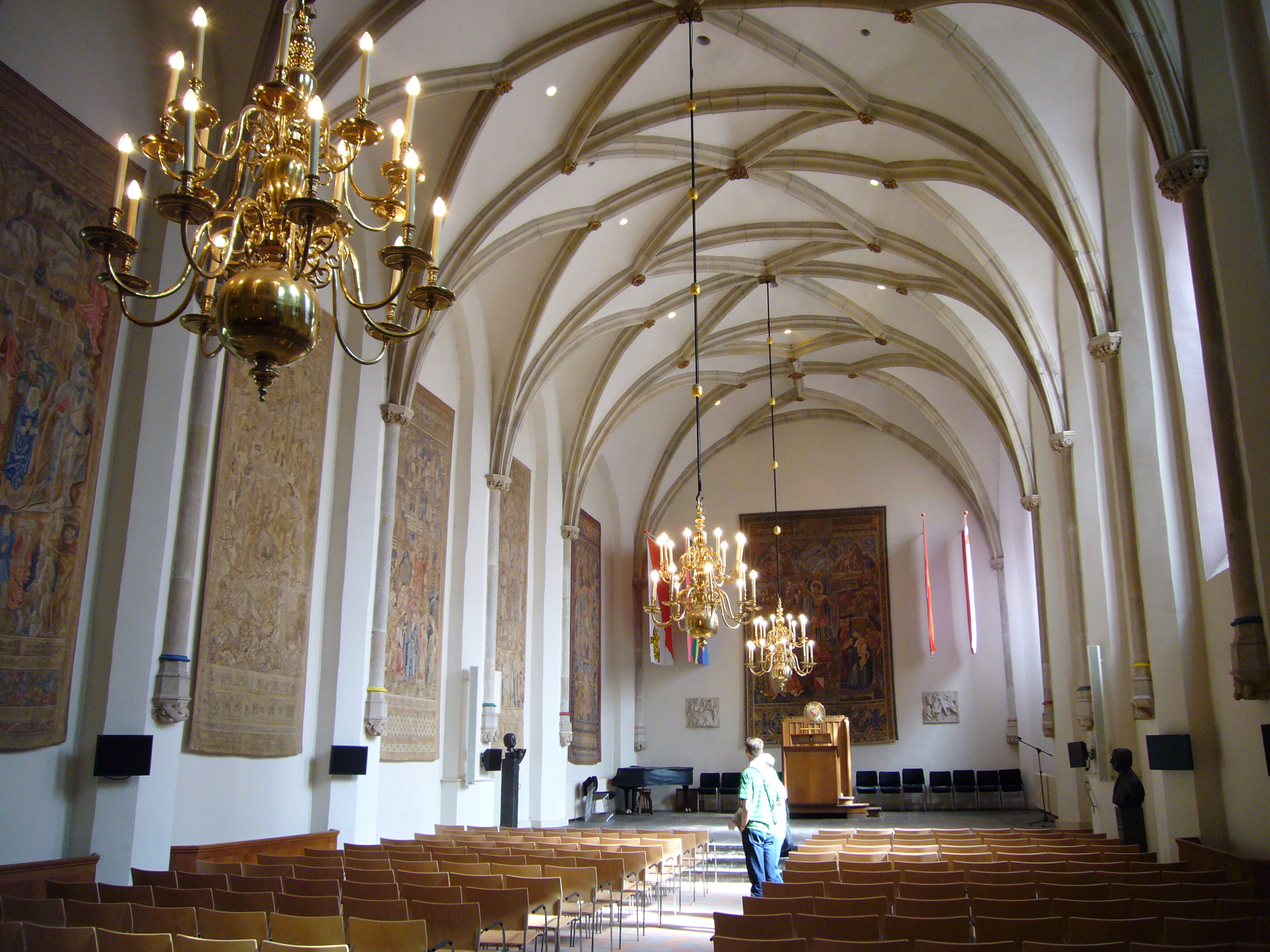
Groot kapittelhuis van de Dom tot 1528
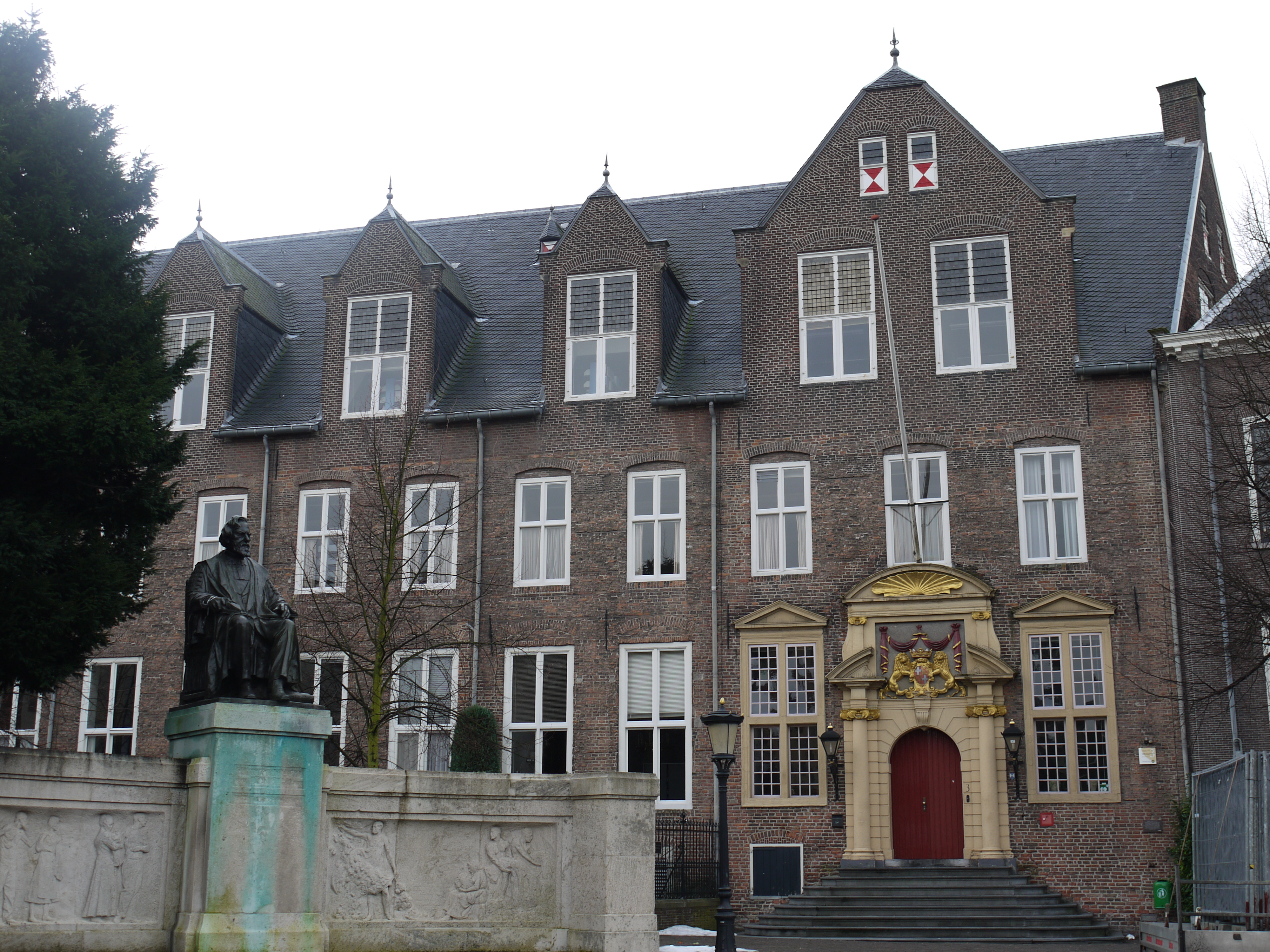
Aan het Janskerkhof zetelden vanaf circa 1580 de Staten van Utrecht
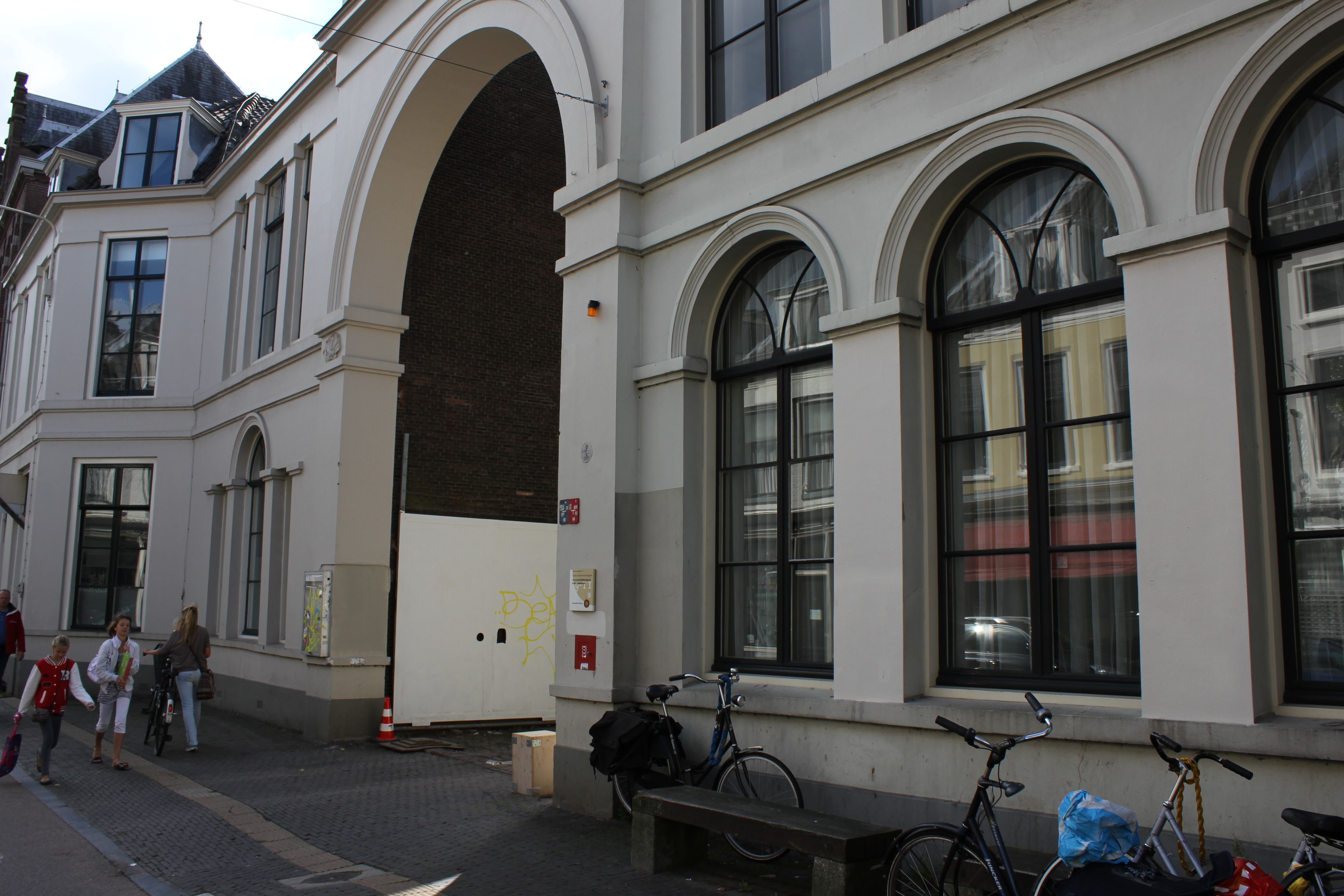
Oude paleis van Lodewijk Napoleon
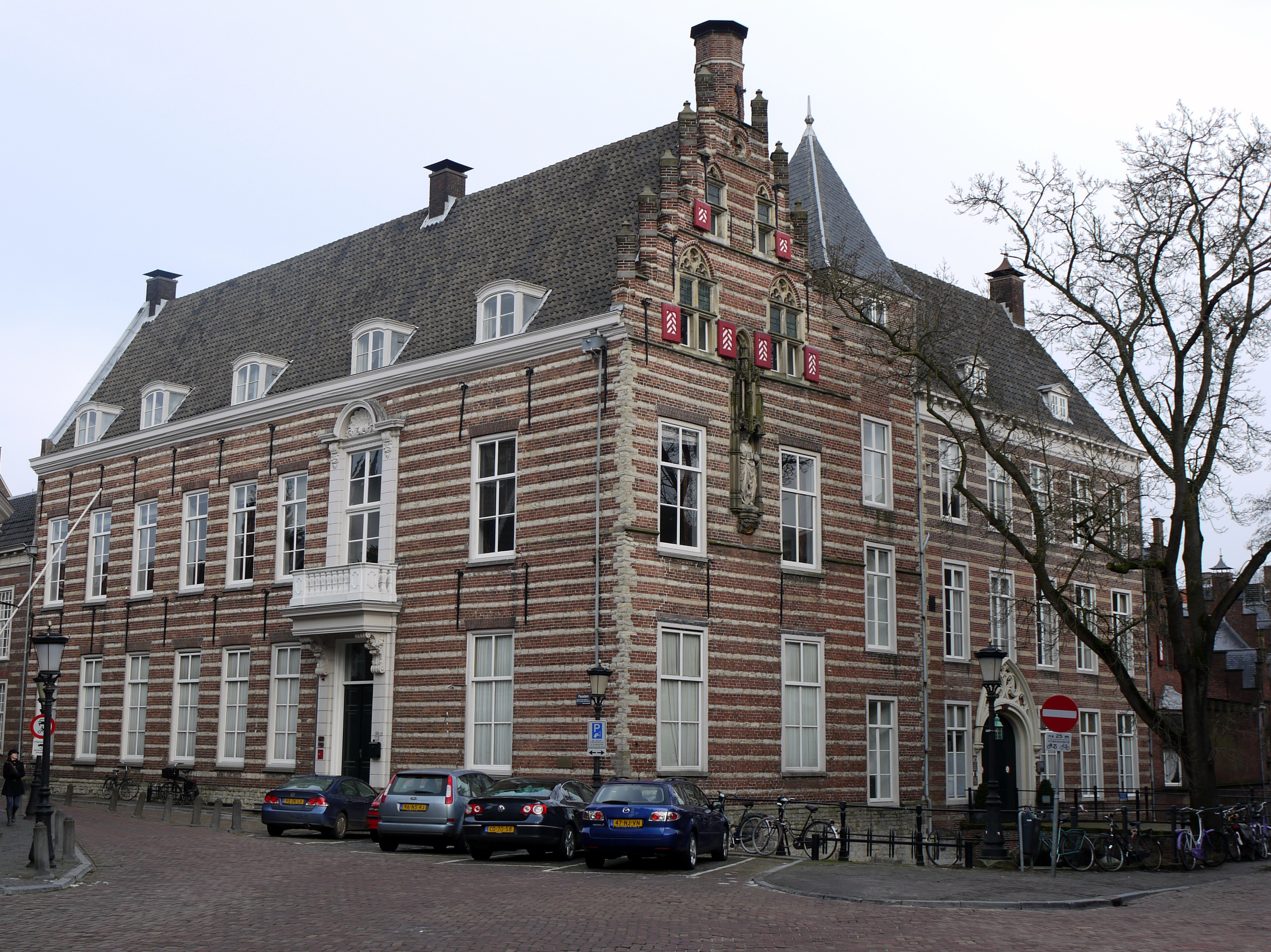
Paushuize
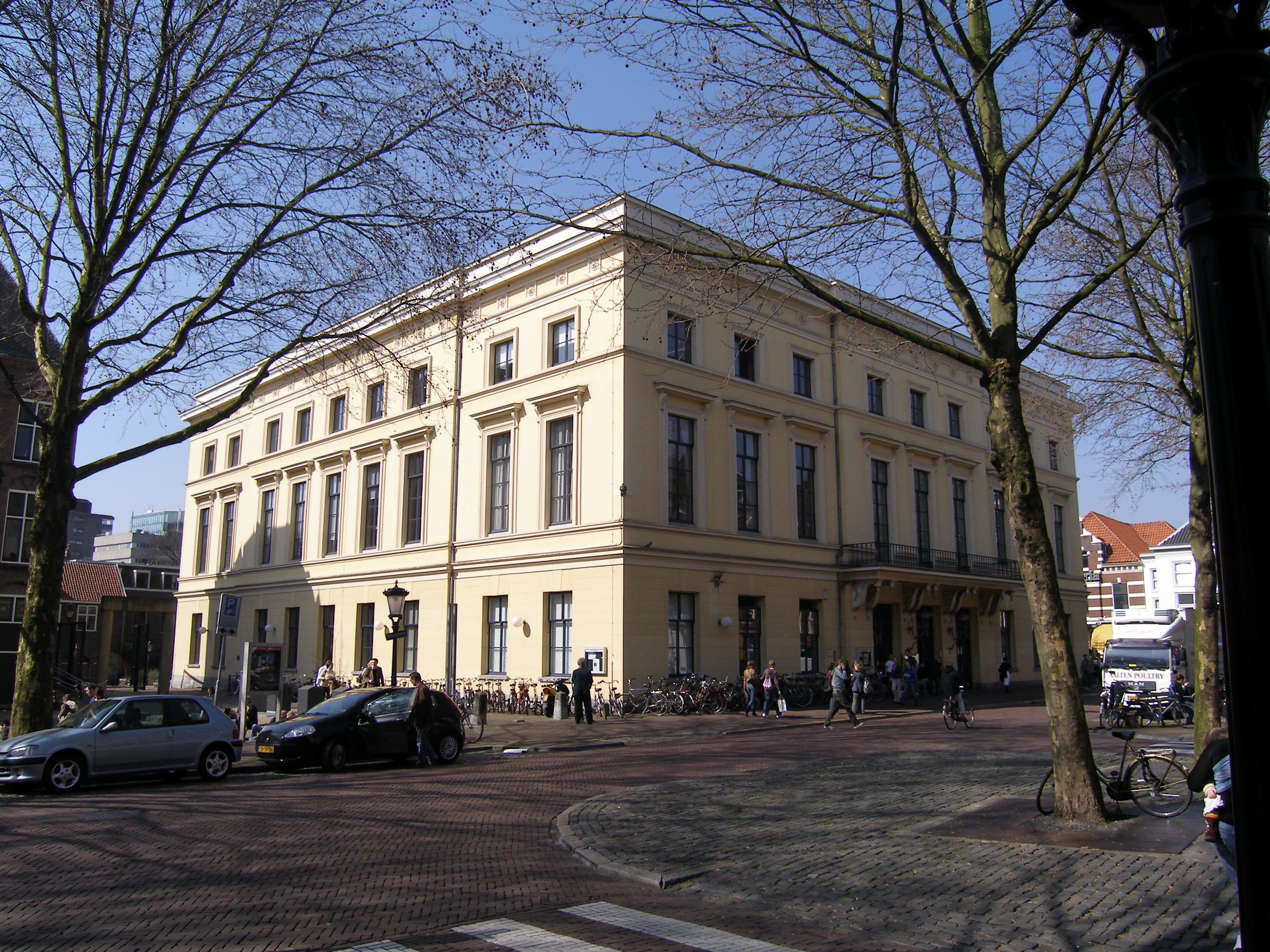
Gebouw voor Kunsten en Wetenschappen
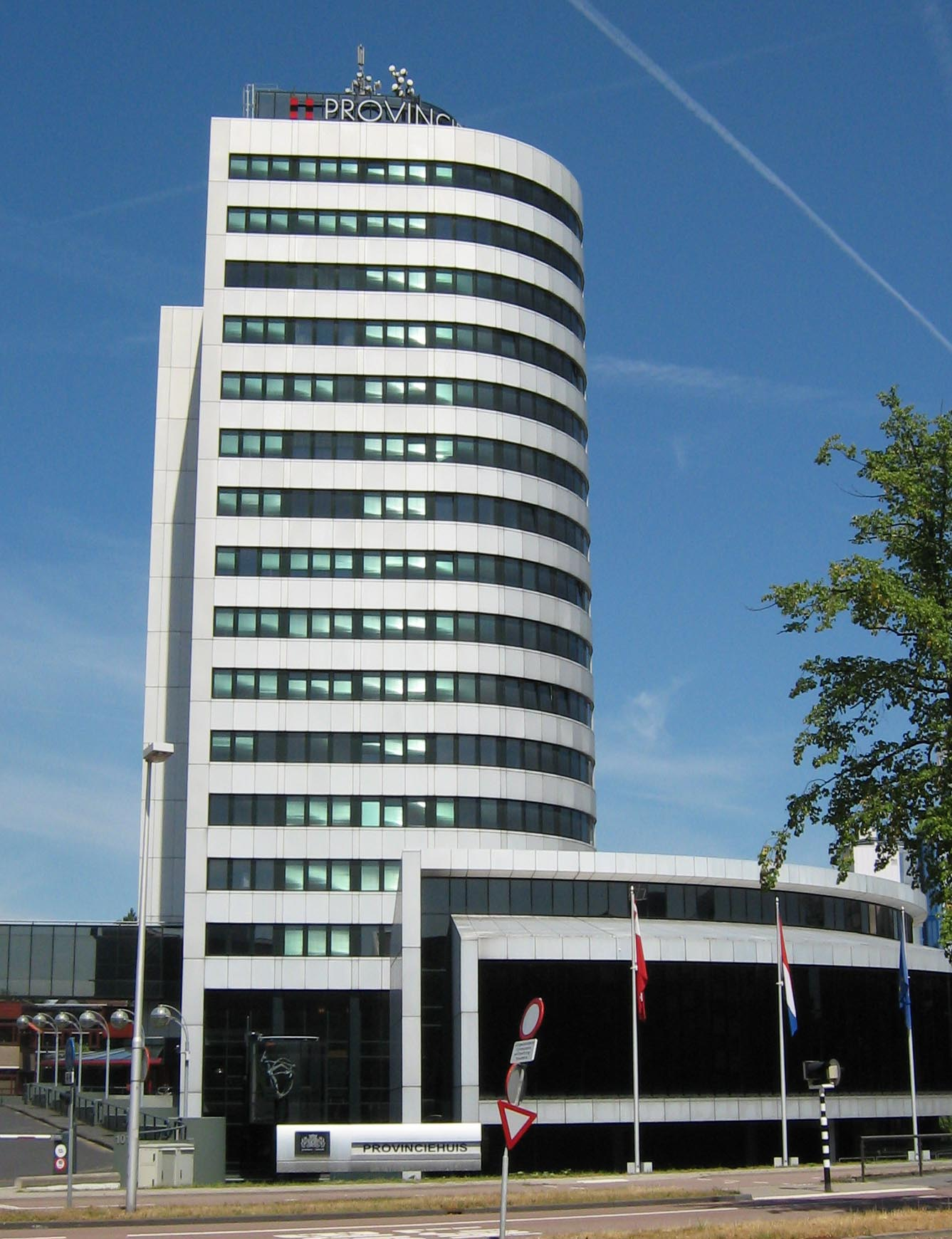
Voormalige Provinciehuis aan de Pythagoraslaan